# Championnats de France de patinage artistique 1976
Navigation
Championnats de France 1975 Championnats de France 1977
Les championnats de France de patinage artistique 1976 ont eu lieu à patinoire des Courtilles à Asnières-sur-Seine pour 3 épreuves : simple messieurs, simple dames et couple artistique. 
Rouen a accueilli l'épreuve de danse sur glace.

## Faits marquants
- Sabine Fuchs, vice-championne de France en titre de la catégorie individuelle féminine, se tourne vers le patinage par couple. Elle a choisi Xavier Videau comme partenaire.

- Marie-Reine Le Gougne est forfait à toutes les compétitions de la saison 1975/1976.

## Podiums
| Épreuves                            | Or                                     | Argent                         | Bronze                             |
| Messieurs résultats détaillés       | Jean-Christophe Simond                 | Gilles Beyer                   | Christophe Boyadjian               |
| Dames résultats détaillés           | Marie-Claude Bierre                    | Anne-Sophie de Kristoffy       | Sylvie Doulat                      |
| Couples résultats détaillés         | Caroline Verchère / Jean-Pierre Rondel | Sabine Fuchs / Xavier Videau   | Catherine Brunet / Philippe Brunet |
| Danse sur glace résultats détaillés | Marie-Joëlle Michel / Frédéric Garcin  | Muriel Boucher / Yves Malatier | Martine Olivier / Yves Tarayre     |

## Détails des compétitions
(Détails des compétitions encore à compléter)

### Messieurs
| Rang | Nom                    |
| ---- | ---------------------- |
| 1    | Jean-Christophe Simond |
| 2    | Gilles Beyer           |
| 3    | Christophe Boyadjian   |
| ...  |                        |

### Dames
| Rang    | Nom                      |
| ------- | ------------------------ |
| 1       | Marie-Claude Bierre      |
| 2       | Anne-Sophie de Kristoffy |
| 3       | Sylvie Doulat            |
| ...     |                          |
| Forfait | Marie-Reine Le Gougne    |

### Couples
| Rang | Nom                                    |
| ---- | -------------------------------------- |
| 1    | Caroline Verchère / Jean-Pierre Rondel |
| 2    | Sabine Fuchs / Xavier Videau           |
| 3    | Catherine Brunet / Philippe Brunet     |
| ...  |                                        |

### Danse sur glace
| Rang | Nom                                   |
| ---- | ------------------------------------- |
| 1    | Marie-Joëlle Michel / Frédéric Garcin |
| 2    | Muriel Boucher / Yves Malatier        |
| 3    | Martine Olivier / Yves Tarayre        |
| ...  |                                       |

## Sources
- Le livre d'or du patinage d'Alain Billouin, édition Solar, 1999